# Nanthiphat Chaiman
Nanthiphat Chaiman (thailändisch นันทิพัฒน์ ใจมั่น; * 28. Juli 2006), auch als Fix bekannt, ist ein thailändischer Fußballspieler.

## Karriere

### Verein
Nanthiphat Chaiman erlernte das Fußballspielen in der Schulmannschaft der Assumption Sriracha School. Anfang Januar 2025 wechselte er in die Jugend des Erstligisten BG Pathum United FC. Zwei Wochen nach seinem Wechsel wurde er an den singapurischen Erstligisten Tampines Rovers ausgeliehen. Sein Erstligadebüt gab Nanthiphat Chaiman am 25. Januar 2025 (24. Spieltag) im Heimspiel gegen Hougang United. Hier wurde er in der 82. Minute für den verletzten Glenn Kweh eingewechselt. Für die Rovers bestritt er zwei Ligaspiele. Nach der Ausleihe kehrte er im Sommer 2025 wieder nach Thailand zurück. Anfang Juli 2025 wechselte der Mittelfeldspieler zum Erstligisten Chiangrai United.

### Nationalmannschaft
Nanthiphat Chaiman spielte 2017 viermal in der thailändischen U17-Nationalmannschaft. Hier kam er bei der U17 Asienmeisterschaft im eignen Land zum Einsatz. Mit dem Team erreichte er das Viertelfinale. Hier musste man sich jedoch Südkorea mit 4:1 geschlagen geben.

## Sonstiges
Nanthiphat Chaiman ist der Sohn von Therdsak Chaiman.